# Induzione
Il metodo induttivo o induzione (dal latino inductio, dal verbo induco, presente di in-ducere), termine che significa letteralmente «portar dentro», ma anche «chiamare a sé», «trarre a sé», è un procedimento che cerca di stabilire una legge universale partendo da singoli casi particolari. Nel greco antico è traducibile con l'espressione epagoghé (ἐπαγωγή).

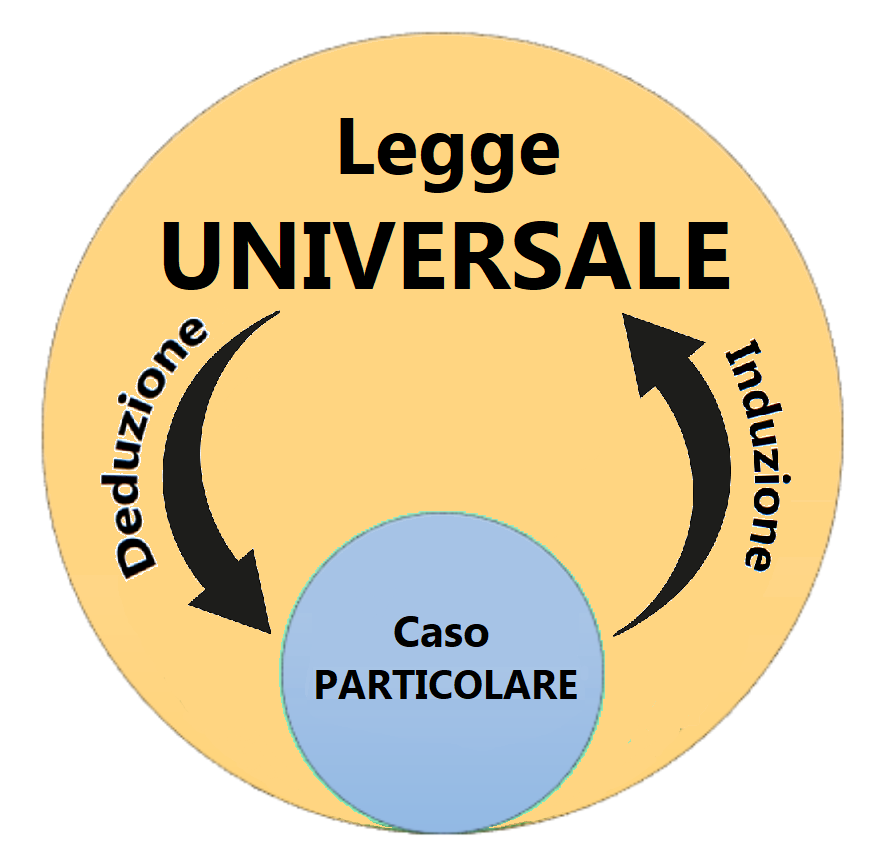
Differenza fra deduzione, che procede da una legge universale verso un caso particolare, e induzione che procede in senso opposto.

Contrapposto a quello induttivo è il metodo deduttivo (anche detto "metodo aristotelico"), che al contrario procede dall'universale al particolare. Il metodo induttivo delle scienze va distinto anche dal principio di induzione utilizzato in matematica.

## L'induzione in Aristotele
Uno dei primi filosofi a ricorrere a questo concetto fu Aristotele, il quale, attribuendo a Socrate il merito di averla scoperta, sosteneva che l'induzione fosse, appunto, «il procedimento che dai particolari porta all'universale».
Secondo Aristotele, la conoscenza umana si può svolgere in due direzioni, scegliendo una delle due seguenti strade: avere una prima conoscenza sensibile del particolare e da questa risalire all'universale (via dell'induzione, appunto), o seguire la strada opposta, cioè partire dall'universale per andare al particolare (via della deduzione).
Per ottenere una conoscenza veramente fondata bisogna, tuttavia, scegliere questa seconda strada, facendo ricorso al sillogismo scientifico, a condizione però che esso parta da premesse vere e necessarie. Poiché tali premesse non possono essere a loro volta dimostrate, dato che proprio da queste deve partire la dimostrazione, Aristotele giunge ad utilizzare le "definizioni", cioè frasi che contengono in sé l'essenza di un argomento e si ottengono per un'intuizione dell'intelletto.
L'induzione può servire come avviamento dell'intuizione intellettuale (in maniera simile a quanto affermava Platone secondo cui la percezione sensibile serviva a risvegliare la reminiscenza intuitiva delle idee); in tal senso Aristotele attribuiva a Socrate di aver scoperto l'induzione, come processo "definitorio" volto a ricercare l'essenza dell'argomento di cui si parla ("tì esti" era la domanda socratica che significa «che cos'è?»). Come già avrebbe sostenuto Socrate, quest'induzione per lui deve essere progressiva e collaborativa.
Non sono però i sensi per via induttiva, né la razionalità per via deduttiva, a dare di per sé garanzia di verità, bensì soltanto l'intuizione intellettuale: questa sola consente di cogliere l'essenza della realtà fornendo dei princìpi validi e universali, da cui il ragionamento sillogistico trarrà soltanto delle conclusioni coerenti con le premesse; per Aristotele occorre bensì partire dai sensi, ma l'induzione empirica non ha per lui alcun valore di consequenzialità logica, fungendo unicamente da avvio di un processo che culmina con l'intervento del trascendente intelletto attivo.
La differenza sostanziale fra induzione e sillogismo (o ragionamento deduttivo) sarebbe insita, sempre per Aristotele, nel termine medio del ragionamento stesso. Esso infatti nel primo caso (induzione) è un semplice fatto, mentre nel caso della deduzione funge da perché sostanziale.
Ecco un esempio:
- Sillogismo deduttivo:

Tutti gli uomini sono animali,

tutti gli animali sono mortali,

dunque tutti gli uomini sono mortali.
Il termine medio qui è "animale" e costituisce di fatto la connessione necessaria tra i due estremi. In questo caso è ciò che solo rende possibile l'affermazione che tutti gli uomini sono mortali. Esso è la condicio sine qua non. Esso spiega e dimostra, ci fa pervenire ad una conclusione valida sempre, perché ci dice che gli uomini moriranno tutti, prima o poi, essendo sostanzialmente animali.
- Percorso induttivo:

L'uomo, il cavallo e il mulo sono longevi, 

l'uomo, il cavallo e il mulo sono animali senza fiele, 

dunque gli animali senza fiele sono longevi.
Il termine medio qui è «essere senza fiele» ed è associato alla longevità solo nella conclusione. Questo significa che esso non serve a connettere proprio nulla, ma semplicemente è un fatto, un'osservazione a posteriori. L'induzione, in definitiva, non dimostra niente, e vale solo nella totalità dei casi in cui si riscontra la sua effettiva validità.
L'induzione di cui parla Aristotele (epagoghé) sembra quindi non abbia lo stesso significato che ha presso l'epistemologia contemporanea. Per Aristotele l'induzione è soltanto un grado preparatorio di avviamento verso l'intuizione intellettuale, non essendovi un passaggio logico-necessario dai particolari all'universale. La logica aristotelica è solo deduttiva, una "logica induttiva" sarebbe per lui una contraddizione in termini.

## L'aristotelismo scolastico
Nella filosofia scolastica medievale viene proseguita la concezione aristotelica, secondo cui l'induzione conduce a principi universali che, pur legando un soggetto a un predicato, non possono che esser conosciuti senza mediazioni razionali, e risultano pertanto indimostrabili.
Per Tommaso d'Aquino, in particolare, essa parte dai giudizi empirici formulati dai quattro «sensi interni», per arrivare a cogliere l'esperimento (experimentum), da cui poi l'intelletto attivo opera l'astrazione dei concetti. Egli ammette la prevalenza del metodo induttivo (detto resolutio) in filosofia, mentre la teologia può basarsi esclusivamente su quello deduttivo (compositio) perché procede da princìpi primi ottenuti per fede anziché dall'esperienza.

## L'induzione secondo Bacone

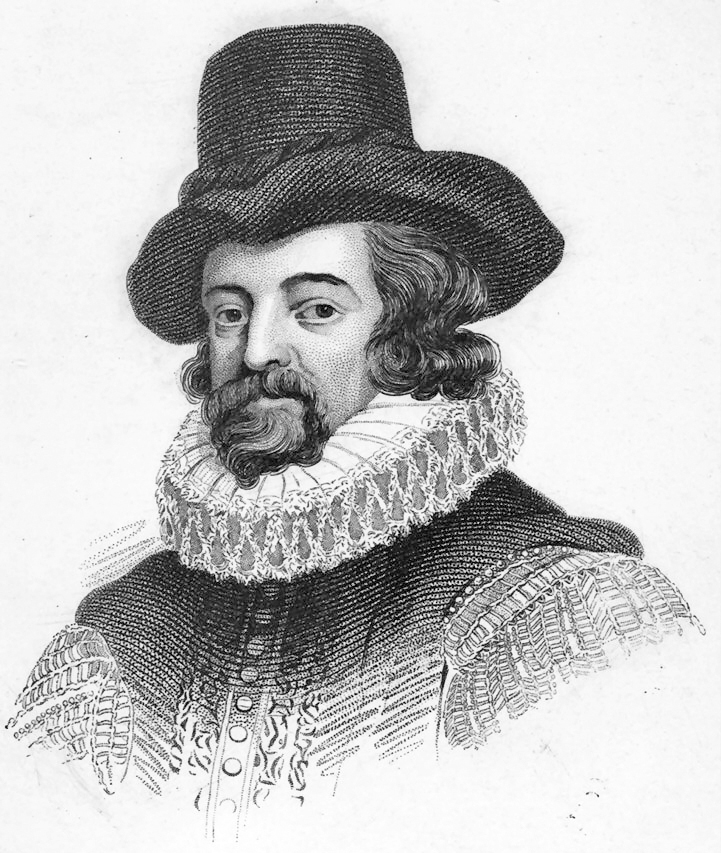
Francesco Bacone

Per la sua incapacità di ottenere affermazioni scientificamente vincolanti a partire da singoli casi concreti, al processo induttivo venne sempre più negata ogni validità dalla logica metafisica.
Il primo filosofo a discostarsi dall'auctoritas aristotelica, ritenuta ancora valida nel XVII secolo, fu Francesco Bacone. Egli sostenne che l'induzione doveva essere non per enumerazione, come quella aristotelica, ma per eliminazione. Attraverso tre tavole furono vagliate varie ipotesi fino a giungere alla vindemiatio prima, che secondo lui sarà, dopo vari esperimenti, comprovata dall'istanza cruciale. Bacone aprì così la strada a una riconsiderazione dell'induzione, ponendola in stretto rapporto con la ricerca scientifica, con l'osservazione e la sperimentazione.

## La concezione moderna di induzione
Dopo Bacone, tuttavia, alla concezione di induzione come passaggio dal particolare all'universale si venne progressivamente sostituendo una concezione diversa, che definiva l'induzione come "inferenza ampliativa ma solo probabile", laddove la deduzione era definita come un'«inferenza non ampliativa ma necessaria».
Sono state le riflessioni di David Hume, e poi dei positivisti Comte e John Stuart Mill, a mettere a punto progressivamente questa concezione.
Hume in particolare obiettò che le leggi scientifiche da noi ritenute induttivamente giustificate sulla base dell'esperienza hanno in realtà un'origine soggettiva. L'idea di ritener collegati tra loro due fenomeni naturali, ad esempio, non avrebbe alcun fondamento logico, ma nascerebbe soltanto da un istinto di abitudine, dovuto al fatto di vederli usualmente accadere in sequenza.
La forma canonica dell'induzione fu quindi rivista, diventando la seguente:
| 1. Ho visto un corvo ed era nero; 2. Ho visto un secondo corvo ed era nero; 3. Ho visto un terzo corvo ed era nero; . …… - Conclusione1: Il prossimo corvo che vedrò sarà probabilmente nero. |

Oppure, in forma generalizzante, 
| - Conclusione2: Tutti i corvi sono probabilmente neri. |

Se oltre alla probabilità si tiene conto dell'ampliatività del contenuto della conclusione rispetto a quanto è contenuto nelle premesse, possiamo dire che nell'induzione, diversamente dalla deduzione, il contenuto informativo della conclusione non è interamente incluso nelle premesse. Ad esempio se le premesse affermano che in n casi gli x osservati hanno mostrato di possedere la proprietà A, allora si inferisce che il prossimo x che verrà osservato nel caso n+1 probabilmente avrà la proprietà A, oppure che tutti gli x che verranno osservati mostreranno probabilmente la proprietà A. 
L'avverbio «probabilmente» è cruciale: mentre è impossibile che la conclusione di un ragionamento deduttivo sia falsa se le sue premesse sono vere, in un argomento induttivo questa certezza si riduce a un grado di probabilità maggiore di 0 e inferiore a 1. Si potrebbe dire che questo è il prezzo che si deve pagare per il vantaggio che gli argomenti induttivi offrono rispetto a quelli deduttivi, cioè la possibilità di scoprire e prevedere fatti nuovi in base a quelli vecchi.
L'abduzione, termine usato per la prima volta da Aristotele, si distingue sia dall'induzione che dalla deduzione. In tempi recenti, il filosofo statunitense Charles Sanders Peirce ha ripreso e ampliato il concetto, definendolo come il primo passo del ragionamento scientifico, in cui viene introdotta un'ipotesi per spiegare fatti empirici. Peirce ha così individuato tre modalità di ragionamento umano: la deduzione, l'induzione e l'abduzione, con quest'ultima intesa come processo di formulazione di ipotesi esplicative, arricchendo il campo della logica della scoperta scientifica.

### John Stuart Mill
Nel 1843, John Stuart Mill condusse un'analisi dei sistemi relativi alla logica corrente, nei suoi elementi deduttivi e induttivi, che doveva rivoluzionare i modi tradizionali di considerare il modo di pensarla. Essa cessa di essere un procedimento astratto, di pura formalità, per diventare strumento mirato al conseguimento delle prove e delle evidenze sul piano pragmatico dell'operare umano nei vari campi del sapere. 
Stuart Mill considera separatamente il verbalismo preposizionale, perlopiù tautologico, e il realismo logico, che aggiunge vera conoscenza. I ragionamenti e le inferenze vengono così considerate in modo nuovo rispetto al passato, perché è soltanto la catena delle inferenze sul particolare che permette di formulare un generale plausibile e soprattutto utilizzabile.
Ciò che caratterizza il pensiero di Mill è il forte empirismo delle sue analisi, sottraendo così la logica all'astrazione dei metafisici per conferirle una concretezza prima assente, ma che la scienza aveva da sempre utilizzato nella prassi delle sue indagini, sulle orme teoriche di Bacone e con le conferme operative di Galileo. Stuart Mill ritiene che l'uniformità dei processi naturali sia una sufficiente garanzia del fatto che l'induzione abbia una base logica più concreta della deduzione, generalmente poco utile al conoscere.
La teoria e l'esperienza non sono per Mill antitetiche, ma coniugabili, purché vengano abbandonati i vecchi schemi mentali della logica tradizionale; facendo in modo che la razionalità analitica e l'approccio pratico osservativo e sperimentale si fondano nelle loro conclusioni.

## L'induzione nella filosofia contemporanea
(Albert Einstein, lettera a Max Born del 4 dicembre 1926)
L'induzione divenne lo strumento di conoscenza per eccellenza con l'avvento del Circolo di Vienna. L'opera di questa fu proseguita da Hans Reichenbach, che approfondì i legami tra induzione e probabilità. Esemplare è il suo saggio La nascita della filosofia scientifica.
L'induzione tuttavia entrò in crisi a causa dei lavori del filosofo Karl Popper (1902-1994). Egli infatti contrappose alla verificabilità dell'induzione il criterio di falsificazione, affermando che per quanto sia alto il numero di casi favorevoli a una verifica (induttiva), questa non può prevedere se anche il successivo lo sarà, perché procede a posteriori, e quindi di fatto non può essere utilizzata per giustificare leggi universali formulate a-priori, mentre alla falsificazione basta solo un contro-esempio per invalidare una teoria.
Nel dibattito epistemologico contemporaneo sull'induzione, assume un ruolo significativo la riflessione di Nelson Goodman, il quale ritiene che la conoscenza scientifica non consista in un'osservazione passiva ma in un'attività costruttiva.
Essa è costituita dalla scrittura di una mappa schematica e selettiva della realtà, ottenuta per induzione.
La pratica effettiva, quale si è storicamente sviluppata, comprova il valore di un'ipotesi. La validità dell'induzione si basa, pertanto, non sulla sua validità logica (come sosteneva Aristotele), né sulla sua conformità alla natura della mente umana (come sosteneva David Hume) ma sulla verità comune (come già sosteneva il fondatore dell'induttivismo, Socrate), che si sviluppa nel tempo e che risponde alle domande poste da una specifica comunità umana.

### Critiche al metodo induttivo
Fra i critici dell'induzione vi fu Bertrand Russell (1872-1970), il quale osservò, con classico humour inglese, che pure il tacchino americano, che il contadino nutre con regolarità tutti i giorni, se adotta un metodo induttivo può arrivare a prevedere che anche domani sarà nutrito... ma "domani" è il giorno del Ringraziamento e l'unico che mangerà sarà l'allevatore (a spese del tacchino)! Questa fu la celebre obiezione del tacchino induttivista.
Una problematica analoga venne sollevata dal già citato Karl Raimund Popper, il quale osservò che nella scienza non basta "osservare": bisogna saper anche cosa osservare. L'osservazione non è mai neutra, ma è sempre intrisa di teoria, di quella teoria che appunto si vorrebbe mettere alla prova.
Secondo Popper, la teoria precede sempre l'osservazione: anche in ogni approccio presunto "empirico" e "induttivo", la mente umana tende inconsciamente a sovrapporre i propri schemi mentali alla realtà osservata. Quella che spesso viene spacciata come «induzione» è in realtà una deduzione, perché costruita sempre a priori; l'induzione è soltanto il suo limite negativo, e serve non a costruire ma a demolire.